# Chikkoppa K.S., Ramdurg
Chikkoppa K.S. là một làng thuộc tehsil Ramdurg, huyện Belgaum, bang Karnataka, Ấn Độ.